# Flying Home
Flying Home is een Belgische film uit 2014, geregisseerd door Dominique Deruddere. De hoofdrollen worden vertolkt door Jamie Dornan, Jan Decleir en Charlotte De Bruyne.

## Verhaal
Een rijke sjeik uit Dubai wenst de Vlaamse wedstrijdduif Wittekop te kopen. Wittekop is eigendom van duivenliefhebber Jos Pauwels. Hiervoor schakelt hij als tussenpersoon Colin, een vlotte Amerikaanse gezant in. Maar Jos Pauwels denkt niet aan verkopen. Zijn kleindochter Isabelle is wel geïnteresseerd in Colin.

## Rolverdeling
| Acteur               | Personage                |
| -------------------- | ------------------------ |
| Jan Decleir          | Jos Pauwels              |
| Charlotte De Bruyne  | Isabelle Pauwels         |
| Jamie Dornan         | Colin                    |
| Anthony Head         | vader van Colin          |
| Sharon Maughan       | moeder van Colin         |
| Josse De Pauw        | priester                 |
| Viviane De Muynck    | Martha                   |
| Eline Van der Velden | Celia                    |
| Piet Fuchs           | meneer Conrad            |
| Max Pirkis           | Jason                    |
| Mitchell Mullen      | Walden                   |
| Ali Suliman          | sjeik                    |
| Omar Bin Haider      | rechterhand van de sjeik |
| Numan Acar           | Karadeniz                |

## Filmlocaties
- Tyne Cot Cemetery in Zonnebeke
- Croonaert Chapel Cemetery in Heuvelland
- Café In De Zavelput in Sint-Goriks-Oudenhove
- Cultuurcentrum  Het Perron in Ieper